# 37-мм танковая пушка образца 1930 года (5-К)
37-мм танковая пушка образца 1930 года Б-3 (заводской индекс — 5К) — советская пушка, предназначенная для установки на бронетехнику. 

## История создания
Параллельно c модернизацией и производством пушки Гочкиса, в 1925–1930 годах разработано несколько отечественных проектов 37-мм танковых пушек, некоторые из которых дошли до полигонных испытаний опытных образцов.
28 августа 1930 года заключён договор с германской фирмой «Бютаст», являвшейся подставной конторой фирмы «Рейнметалл», на поставку в СССР шести опытных образцов артсистем и технологической документации к ним. Среди этих систем 37-мм противотанковая пушка (в СССР доставлено 12), принятая на вооружение Красной Армии приказом Реввоенсовета от 13 февраля 1931 года под обозначением «37-мм противотанковая пушка обр.1930 года». Эта же пушка принята в Германии под обозначением 3,7 cm Pak. Изготовление пушки шло на заводе № 8, где она обозначена 1-К. Всего в 1931–1933 гг. произведено 509 пушек 1-К. На базе пушки 1-К разработан вариант 37-мм танкового орудия, обозначенный Б-3 (заводской индекс 5К).  В 1931 году в два прототипа танка Т-26 вместо штатных Б-3, были установлены опытные ПС-2. Связано это было с тем, что завод № 8 провалил программу производства орудий: было предъявлена к сдаче 75 пушек, но сдать ничего не получилось. В 1932 году из 200 предъявленных пушек сдали только две. В 1933 году, наконец, смогли сдать 229 орудий и еще 44 — в 1934 году. Таким образом всего было выпущено 275 пушек, 190 из которых были установлены в БТ-2, около 30 — в двухбашенные Т-26, а так же в опытный бронеавтомобиль БАД-2. Не менее 50 орудий, вероятно, находились на складах в качестве НЗ (неприкосновенный запас) на случай потребностей в замене вышедших из строя пушек, тем более, что качество их изготовления было невелико. На 1 ноября 1936 года в РККА числилось 187 боевых и 36 учебных пушек Б-3.

## Характеристики
По устройству и баллистике танковая пушка Б-3 идентична противотанковой пушке «Рейнметалл». Затвор горизонтальный клиновой с полуавтоматикой.  
И в последующем при проектировании большинства довоенных советских танковых пушек за основу бралась какая-либо полевая пушка-аналог. Танковая пушка могла иметь иной казенник, противооткатные устройства, подъемный механизм, но внутреннее устройство ствола, баллистика и боеприпасы обычно идентичны пушке-аналогу.
Пушку Б-3 устанавливали в серийных двухбашенные танки Т-26 выпуска 1932 года и танки БТ-2. Орудие противотанковой пушки 1-К и танковой Б-3 имели одинаковое устройство и баллистику.

## Бронепробиваемость пушки Б-3 (5К)[2]
| угол/дальность | 100 м | 500 м | 1000 м | 1500м |
| -------------- | ----- | ----- | ------ | ----- |
| 90°            | 42    | 35    | 28     | 23    |
| 30°            | 34    | 28    | 23     | 19    |

### Таблица стрельбы[2]
| Снаряд | Масса, кг | Нач. скорость, м/с | Дальность, м |
| ------ | --------- | ------------------ | ------------ |
| Б-160  | 0,66      | 820                | 5600         |
| 0-160  | 0,645     | 825                | 5750         |